# Lewis megye (Kentucky)
Lewis megye az Amerikai Egyesült Államokban, azon belül Kentucky államban található. Megyeszékhelye és legnagyobb városa Vanceburg. Lakosainak száma 13 080 fő (2020. április 1.). Lewis megye Adams, Scioto, Greenup, Carter, Rowan, Fleming és Mason megyékkel határos.

## Népesség
A megye népességének változása:
| Lakosok száma | 13 853 | 13 868 | 13 853 | 13 806 | 13 682 | 13 080 |
|               | 2010   | 2011   | 2012   | 2013   | 2015   | 2020   |